# Saint-Cyr-en-Talmondais
Saint-Cyr-en-Talmondais là một xã ở tỉnh Vendée trong vùng Pays de la Loire, Pháp. Xã này có diện tích 13,91 kilômét vuông, dân số năm 2006 là 386 người. Xã này nằm ở khu vực có độ cao từ 0-35 mét trên mực nước biển.

## Biến động dân số
| Năm | 1962 | 1968 | 1975 | 1982 | 1990 | 1999 | 2006 |
| --- | ---- | ---- | ---- | ---- | ---- | ---- | ---- |
| Dân số | 292  | 329  | 283  | 277  | 274  | 301  | 386  |
| From the year 1962 on: No double counting—residents of multiple communes (e.g. students and military personnel) are counted only once. |      |      |      |      |      |      |      |